# 서윤다
서윤다는 대한민국의 기업인이다.

## 학력 및 졸업
- 언론정보학과 졸업
- 이벤트 축제경영학과 졸업

## 경력
- 키즈스피치 마루지 원장
- KBS대전방송총국 리포터
- KBS청주방송총국 MC
- 6시 내고향 리포터
- 생방송 세상의 아침 리포터
- KBS 네트워크 리포터

## 진행 프로그램
- 우리가 여는 세상
- 동네 한 바퀴
- 우리학교 동요짱
- 아이러브 일촌